# Bertel Gripenberg
Bertel Johan Sebastian Gripenberg (né le 19 septembre 1878 à Saint-Pétersbourg et mort le 6 mai 1947 de la tuberculose au sanatorium du Småland) est un écrivain et Freiherr finlandais de langue suédoise.

## Œuvre
- Dikter. Hagelstam, Helsingfors 1903, 2 vol. Helios, Helsingfors 1906, 3 vol. Björck & Börjesson, Stockholm 1915
- Vida vägar: Dikter. Helios, Helsingfors 1904
- Gallergrinden: Dikter. Helios, Helsingfors 1905
- Rosenstaden. Helios, Helsingfors 1907
- Svarta sonetter. Helios, Helsingfors 1908
- Uni kansantahdosta: eduskunnan määräämisvallassa olevan "Längman'in rahaston" kirjailijapalkinnon saaneen tekijän kirjoittama. Suomentaja -va omistaa tämän vihkosen Suomen suomenkieliselle kansalle ja etenkin sosialidemokrateille. Suomalaisen puolueen kanslia, Helsinki 1908
- Drifvsnö. Lilius & Hertzberg, Helsingfors 1909
- Vid mörkrets portar: Novell. Alex. Lundström, Helsingfors 1909
- Det brinnande landet. Äfventyr i fyra tablåer. Lilius & Hertzberg, Helsingfors 1910
- Aftnar i Tavastland. Lilius & Hertzberg, Helsingfors 1911
- Sol. Dessins de Verner Thomé. Lilius & Hertzberg, Helsingfors 1911
- Skuggspel. Lilius & Hertzberg, Helsingfors 1912, 2 vol. 1914
- Krig och fred: En polemik emellan Frih. Bertel Gripenberg och Georg Fraser. Georg Fraser, Helsingfors 1913
- Spillror. Schildt, Helsingfors 1917
- En dröm om folkviljan. Fantasinovell. Schildt, Helsingfors 1918
- Samlade dikter 1–10. 1918–1925
- Under fanan. Schildt, Helsingfors 1918
- Dikter i urval. Schildt, Helsingfors 1919, 2 vol. 1919, 3 vol. 1921
- Kärleksdikter. Schildt, Helsingfors 1921, 2 vol. Björk & Börjesson, Stockholm 1921, 6 vol. 1945
- Kanonernas röst: Skådespel i en akt. Svenska teaterföreningens i Finland teaterbibliotek 13. Helsingfors 1922
- Lyrik. 1922
- Sigrid Maria Gripenberg f. Aminoff, född 20. 9. 1853, död 21. 11. 1922: In memoriam. Helsingfors 1922
- Efter striden. Schildt, Helsingfors 1923
- Den hemliga glöden. Schildt, Helsingfors 1925 (comme Åke Erikson)
- Prolog vid Svenska litteratursällskapets årshögtid den 5 februari 1925. Svenska litteratursällskapet, Helsingfors 1925
- På Dianas vägar. Holger Schildt, Helsingfors 1925
- Skymmande land. Schildt, Helsingfors 1925
- Sånger till Salome. Vignetter efter teckningar av Olle Hjotzberg. Björck & Börjeson, Stockholm 1926
- 16 maj 1928. Helsingfors 1928
- Den stora tiden. Schildt, Helsingfors 1928
- Tjogofem år 1903–1928. Dikturval. Schildt, Helsingfors 1928
- Bertel Gripenbergin runoja. Traduction finnois par Yrjö Jylhä. WSOY 1929
- Vid gränsen. Schildt, Helsingfors 1930
- Det fattiga landet: Uppläst vid Lottadagarnas i Helsingfors avslutningsfest 13. VI. 1931. Helsingfors 1931
- Festdikt vid Finlands åttonde svenska sång- och musikfest i Helsingfors den 17–19 juni 1932. Helsingfors 1932
- Livets eko. Schildt, Helsingfors 1932
- Svenska brigaden. Utgiven av Föreningen Finlandskrigare 1918 till förmån för den svenska insatsen i Finlands frihetskrig 1918. Huvudredaktör Gustav Unonius. Redaktionskommitté i Sverige: Axel Boëthius et al., i Finland: Bertel Gripenberg et al. Föreningen Finlandskrigare 1918, Helsingfors 1932
- Spökjägaren och andra äventyr. Illustrations Alf Danning. Schildt, Helsingfors 1933
- Samlade dikter 1–14. Björck & Börjesson, Stockholm 1934
- Till Jean Sibelius på 70-årsdagen. Helsingfors 1935
- Tankar om status quo. Helsingfors 1939
- Gränsvakt. Ett urval dikter 1903–1939. Björck & Börjesson, Stockholm 1940
- Sista ronden. Schildt, Helsingfors 1941
- Det var de tiderna. Schildt, Helsingfors 1943
- Genom gallergrinden: Lyrisk efterskörd. Schildt, Helsingfors 1947
- Dikter 1903–1944: I urval och med inledning av John Landquist. Schildt, Helsingfors 1948.

## Prix
- Prix national de littérature 1903, 1904, 1905, 1908, 1909, 1912, 1925, 1930, 1932
- Prix Lybeckska de la Société de littérature suédoise en Finlande  1931
- Prix Tollander 1942